# Emmi
Emmi, pseudonimo di Emmi Kangasjärvi (Vilppula, 10 ottobre 1979), è una cantante e cantautrice finlandese.
Si dedica alla musica pop, pop-rock e rock e canta in lingua inglese.
È divenuta nota al grande pubblico grazie al suo singolo Unbreakable, pubblicato nel febbraio 2001.

## Album
- Solitary Motions (2001)
- No Nothing (2002)
- Can Full of Joy (2005)
- The Invite (2009)